# John Bernal
John Desmond Bernal (ur. 1901, zm. 1971) – irlandzko-brytyjski fizyk, historyk nauki, futurolog oraz działacz polityczny. Profesor Uniwersytetu Londyńskiego. Badacz związków występujących w żywych organizmach oraz struktury minerałów. Autor prac na temat roli nauki w społeczeństwie. Członek londyńskiego Royal Society i Polskiej Akademii Nauk. Laureat Stalinowskiej Nagrody Pokoju w 1953 roku. W latach 1959–1965 przewodniczący Światowej Rady Pokoju. Jest twórcą pojęcia „rewolucja naukowo-techniczna”, którego użył po raz pierwszy w 1939 roku.
Bernal jest uważany za postać kontrowersyjną ze względu na poglądy polityczne i działalność publiczną. Był on członkiem partii komunistycznej i nie krył sympatii do ZSRR.
Bernal jest autorem pracy The World, the Flesh and the Devil (1929) w której przedstawił pomysł tzw. sfery Bernala, czyli kolonii kosmicznej, która w założeniu ma być długoterminowym, pozaziemskim miejscem pobytu dla ludzi. W tej samej pracy porusza on temat radykalnych zmian w ludzkim ciele jakie może dać rozwój nowych technologii. Idee wyrażone przez Bernala wydają się prekursorskie w stosunku do transhumanizmu.

## Życie prywatne
W 1922 roku poślubił Agnes Eileen Sprague, córkę Dr Williama Carr Sprague; mieli dwoje synów, Michaela i Egana. John Bernal miał także syna Martina z Margaret Gardiner oraz córkę Jane z Margot Heinemann.